# Lentipes
Genre
Lentipes est un genre de poissons de la famille des Gobiidae.

## Espèces
Le genre comprend 18 espèces distinctes :
- Lentipes adelphizonus R. E. Watson & Kottelat, 2006
- Lentipes argenteus Keith, Hadiaty & Lord, 2014 [1]
- Lentipes armatus H. Sakai & M. Nakamura, 1979
- Lentipes caroline D. B. Lynch, Keith & Pezold, 2013 [2]
- Lentipes concolor (T. N. Gill, 1860)
- Lentipes crittersius R. E. Watson & G. R. Allen, 1999
- Lentipes dimetrodon R. E. Watson & G. R. Allen, 1999
- Lentipes ikeae Keith, Hubert, Busson & Hadiaty, 2014 [1]
- Lentipes kaaea R. E.  Watson, Keith & Marquet, 2002
- Lentipes kolobangara Keith, Lord, Boseto & Ebner, 2016 [3]
- Lentipes mekonggaensis Keith & Hadiaty, 2014 [1]
- Lentipes mindanaoensis I. S. Chen, 2004
- Lentipes multiradiatus G. R. Allen, 2001
- Lentipes rubrofasciatus Maugé, Marquet & Laboute, 1992
- Lentipes solomonensis A. P. Jenkins, G. R. Allen & Boseto, 2008
- Lentipes venustus G. R. Allen, 2004
- Lentipes watsoni G. R. Allen, 1997
- Lentipes whittenorum R. E. Watson & Kottelat, 1994